# Pinguicula habilii
Pinguicula habilii är en tätörtsväxtart som beskrevs av Yildirim, Cenol och Pirhan. Pinguicula habilii ingår i släktet tätörter, och familjen tätörtsväxter. Inga underarter finns listade i Catalogue of Life.